# Maidan Konstytutsii
Maidan Konstytutsii (Oekraïens: Майдан Конституції, ⓘ) is een station van de metro van Charkov. Het station maakt deel uit van de Cholodnohirsko-Zavodska-lijn en werd geopend op 23 augustus 1975. Het metrostation bevindt zich onder het Plosjtsja Konstytoetsieji (Grondwetplein) in het historische centrum van Charkov. In de planningsfase werd het station Tsentr ("Centrum") genoemd. Station Maidan Konstytutsii vormt een overstapcomplex met het aangrenzende station Istorytsjny Moezej op de Saltivska-lijn.
Het station is diep gelegen en beschikt over een perronhal die door arcades van de sporen wordt gescheiden. De wanden langs de sporen zijn bekleed met roze marmer, de arcades zijn met wit marmer afgewerkt en de vloer is geplaveid met rode tegels van gepolijst graniet. Gangen naar station Istorytsjny Moezej komen uit in het midden en aan een van de uiteinden van het perron; voordat het overstapcomplex in 1984 geopend werd, bevond zich aan de achterwand van de perronhal het symbool van de Sovjet-Unie, de hamer en sikkel. Roltrappen leiden van het perron naar de stationshal, die verbonden is met een uitgebreid netwerk van ondergrondse passages aan de zuidzijde van het Plosjtsja Konstytoetsieji.